# Suzaka
Suzaka (jap. 須坂市 Suzaka-shi) – miasto w Japonii, w prefekturze Nagano.

## Miasta partnerskie
- Chiny: Siping